# Cantón de Plateau d'Hauteville
El cantón de Plateau d'Hauteville (en francés canton de Plateau d'Hauteville) es una circunscripción electoral francesa situada en el departamento de Ain, de la región de Auvernia-Ródano-Alpes. La cabecera (bureau centralisateur en francés) está en Plateau d'Hauteville.

## Geografía
El cantón está situado al sudeste del departamento, en el Bugey, una zona de media montaña que forma parte del macizo del Jura.

## Historia
Al aplicar el decreto n.º 2014-147 del 13 de febrero de 2014 sufrió una redistribución comunal con cambios en los límites territoriales y en el número de comunas, pasando éstas de 6 a 37.
Con la aplicación de dicho decreto, que entró en vigor el 2 de abril de 2015, después de las primeras elecciones departamentales posteriores a la publicación de dicho decreto, los cantones de Ain pasaron de 43 a 23.
Hasta 2020 se llamó cantón d'Hauteville-Lompnes.

## Composición hasta 2015
- Aranc
- Corlier
- Cormaranche-en-Bugey
- Hauteville-Lompnes
- Prémillieu
- Thézillieu

## Composición 2015-2018
- Anglefort
- Aranc
- Armix
- Artemare
- Belmont-Luthézieu
- Béon
- Brénaz
- Brénod
- Chaley
- Champagne-en-Valromey
- Champdor-Corcelles
- Chavornay
- Chevillard
- Condamine
- Corbonod
- Corlier
- Cormaranche-en-Bugey
- Culoz
- Évosges
- Hauteville-Lompnes
- Haut-Valromey
- Hostiaz
- Izenave
- Lantenay
- Lochieu
- Lompnieu
- Outriaz
- Prémillieu
- Ruffieu
- Seyssel
- Sutrieu
- Talissieu
- Tenay
- Thézillieu
- Vieu
- Vieu-d'Izenave
- Virieu-le-Petit

## Composición actual
- Anglefort
- Aranc
- Armix
- Artemare
- Brénaz
- Brénod
- Chaley
- Champagne-en-Valromey
- Champdor-Corcelles
- Chevillard
- Condamine
- Corbonod
- Corlier
- Culoz-Béon
- Évosges
- Haut-Valromey
- Izenave
- Lantenay
- Lochieu
- Outriaz
- Plateau d'Hauteville
- Prémillieu
- Ruffieu
- Seyssel
- Talissieu
- Tenay
- Valromey-sur-Séran
- Vieu-d'Izenave